# John y Caitlín Matthews

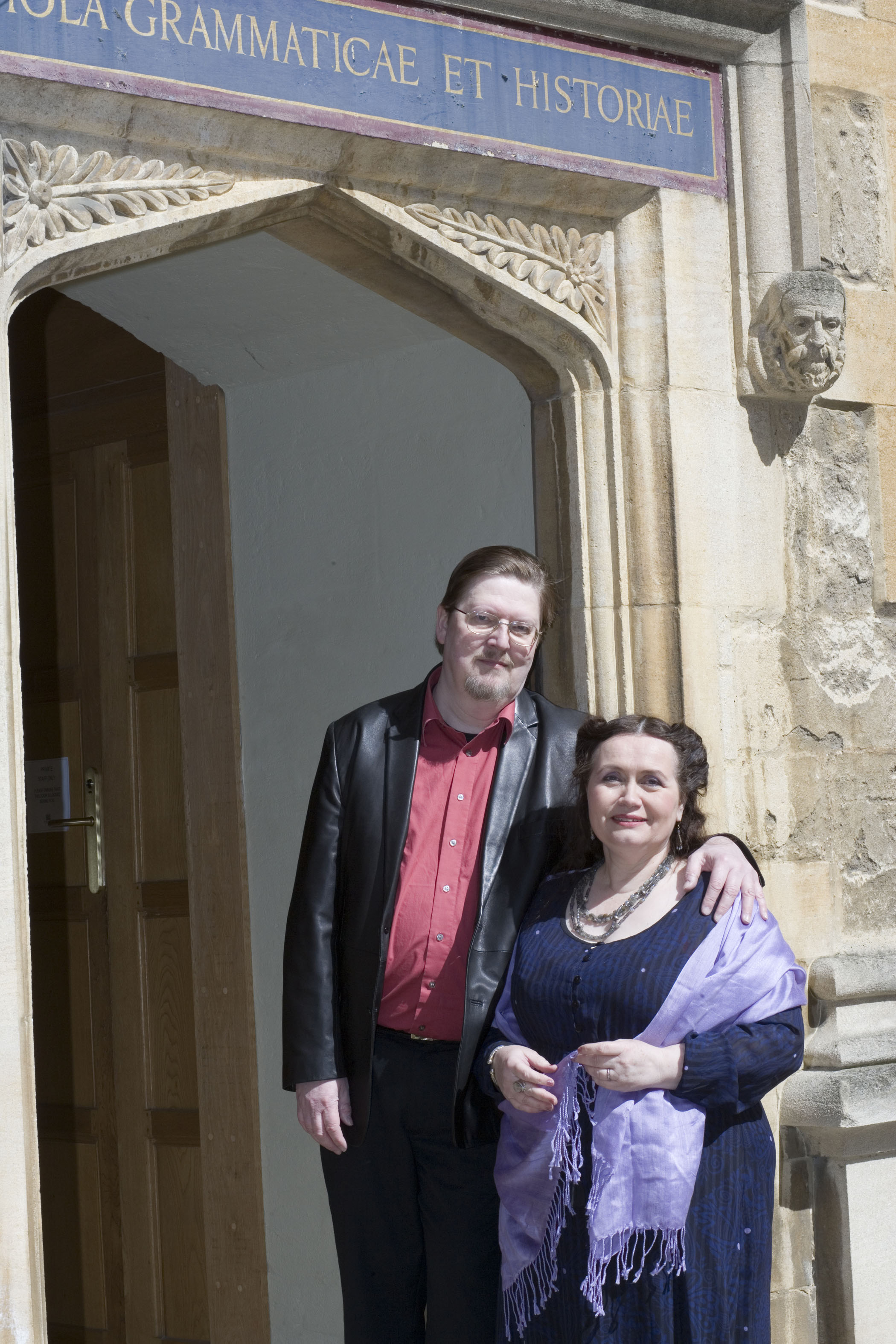
John y Caitlin Matthews.

John Matthews (nacido en 1948) y Caitlín Matthews (nacida en 1952) son autores de más de 90 libros, incluyendo la Enciclopedia de mitos y leyendas celtas (The Encyclopedia of Celtic Myth and Legend, 2002). Han publicado numerosos libros de historia alternativa sobre magia ceremonial, mitología celta, neochamanismo y creencias de la nueva era. 
John trabajó como asesor histórico en la película de Jerry Bruckheimer El rey Arturo: La verdadera historia que inspiró la leyenda. John y Caitlin viven en Oxford, Inglaterra. Dan conferencias por todo el mundo.
Los Matthews han escrito y dirigido talleres sobre mito artúrico, celtismo y neochamanismo.

## Obras publicadas en español
- Matthews, Caitlín (1992). La tradición celta. EDAF. ISBN 8476406266.
- Matthews, Caitlín (1992). Las diosas: al reencuentro con la divina femineidad. EDAF. ISBN 8476405510.
- Matthews, Caitlín (2001). Mi primer libro de princesas. Omega. ISBN 9788428212830.
- Matthews, Caitlín; Whealan, Olwyn (2004). Cuentos de hadas: Leyendas celtas. Elfos. ISBN 9788484231660.
- Matthews, Caitlín; Matthews, John (2004). El tarot artúrico o la búsqueda del santuario. EDAF. ISBN 9788441413641.
- Matthews, John (2008). El tarot de los templarios: La búsqueda del Santo Grial. EDAF. ISBN 9788441419773.